# 保育社
株式会社 保育社（ほいくしゃ）は日本の出版社。大阪市淀川区に本社がある。1946年創業。
図鑑の発行を主力出版物としており、生物をはじめとする様々な分野の原色図鑑を発行していた。また文庫判ながらカラー写真入りであらゆる分野の事象を解説した小百科シリーズ「カラーブックス」の発行や生態学の啓蒙書でも知られている。
図鑑の傾向としては、専門家にとっては原著論文を網羅してはいない、自らの狭い専門分野の周辺分野を見渡す用途には堪え、アマチュアにとっては入門段階からセミプロ級の研究家までの使用に適するといった、プロとアマチュアを橋渡しするレベル設定のものが多い。

## 経営再建
1999年11月、和議法の適用を申請し倒産した。このため資金の調達が困難になり、新刊の出版・既刊の重版が困難な状況となったが、出版社や文化人、書店などが経営再建の支援を表明し、既存の原色図鑑シリーズを主体に増刷出版が続けられた。一方で『私鉄の車両』シリーズ（1985年〜1987年に発刊、全24巻）をネコ・パブリッシングが版権を引き取り、復刊を行った事例もある。
2007年4月6日、株式会社メディカ出版の経営支援を受け100%出資の子会社として、再スタートを切った。主な出版物はカラーブックスシリーズ、原色図鑑シリーズ、検索図鑑シリーズ、介護・ケアマネジャー関連書籍などとしている。